# Seznam nemških astronavtov
Seznam nemških astronavtov.

## B
- (Nicola Baumann)

## E
- Reinhold Ewald (1956)

## F
- Klaus-Dietrich Flade (1952)
- Reinhard Furrer (1940-1995)

## G
- Alexander Gerst (1976)

## J
- Sigmund Jähn (1937-2019) (NDR)

## K
- Eberhard Köllner (1939) (NDR)

## M
- Matthias Maurer (1970)
- Ulf Merbold (1941)
- Ernst Messerschmid (1945)

## R
- (Suzanna Randall)
- Thomas Reiter (1958)
- Rabea Rogge (1995/96)

## S
- Hans Schlegel (1951)

## T
- Gerhard Thiele (1953)
- (Insa Thiele-Eich 1983)

## W
- Ulrich Hans Walter (1954)